# Un été en Louisiane (film)
Pour plus de détails, voir Fiche technique et Distribution.
Un été en Louisiane (The Man in the Moon) est un film américain réalisé par Robert Mulligan en 1991.

## Synopsis
L'histoire se déroule dans la Louisiane rurale, l'été de l'année 1957. Dani est une adolescente de 14 ans. Sa sœur aînée, Maureen, est belle, intelligente ; sa mère attend son quatrième enfant. Un rayon de soleil survient dans sa vie quand le jeune Court Foster, âgé de 17 ans, sa mère veuve, et ses petits frères viennent s'installer dans la ferme voisine, jusque-là restée à l'abandon. Dani commence à tomber amoureuse de Court, mais ce n'est pas réciproque car en vérité, Court est amoureux de Maureen.
Dani ressent énormément d'amertume. Lorsque Court a un accident, l'adolescente va devoir soutenir sa grande sœur.

## Fiche technique
- Titre : Un été en Louisiane
- Titre original : The Man in the Moon
- Réalisation : Robert Mulligan
- Scénario : Jenny Wingfield
- Images : Freddie Francis
- Musique : James Newton Howard
- Production : Mark Rydell
- Pays d'origine : États-Unis
- Format : Couleurs - 1,85:1
- Genre : Drame
- Durée : 99 minutes
- Date de sortie : 4 octobre 1991

## Distribution
- Reese Witherspoon (VF : Alexandra Garijo) : Danielle « Dani » Trant
- Sam Waterston (VF : Richard Darbois) : Matthew Trant
- Tess Harper (VF : Françoise Cadol) : Abigail Trant
- Gail Strickland (en) (VF : Christine Delaroche) : Marie Foster
- Jason London (VF : Damien Boisseau) : Court Foster
- Emily Warfield (en) (VF : Julie Turin) : Maureen Trant
- Bentley Mitchum (en) (VF : Serge Faliu) : Billy Sanders
- Ernie Lively (VF : Pierre Hatet) : Will Sanders
- Dennis Letts (en) (VF : Jean-Claude Sachot) : Dr White
- Earleen Bergeron : Eileen Sanders